# Sul fiume d'argento
Sul fiume d'argento (Silver River) è un film del 1948 diretto da Raoul Walsh.
È un film western statunitense con Errol Flynn, Ann Sheridan e Thomas Mitchell.

## Trama
Un capitano nordista, ingiustamente radiato, diventa cinico e vendicativo. Apre una bisca, causa la morte del socio, ne sposa la vedova e si mette in politica. Raggiunta una grande ricchezza, deve fare i conti con una grossa organizzazione finanziaria e finisce nei guai. La moglie, che gli si dimostra ostile per la sua mancanza di scrupoli, lo riporta sulla retta via e lo spinge a prendere le parti degli umili e oppressi.

## Produzione
Il film, diretto da Raoul Walsh su una sceneggiatura di Stephen Longstreet e Harriet Frank Jr., fu prodotto da Owen Crump per la Warner Bros. e girato nel Bronson Canyon a Los Angeles, nella Inyo National Forest a Bishop e nel Warner Ranch a Calabasas, in California dall'aprile all'agosto del 1947.

## Colonna sonora
- The Battle Hymn of the Republic - musica di William Steffe
- Buffalo Gal - musica di William Cool White, suonata nel saloon di McComb
- Kingdom Coming aka The Year of Jubilo - musica di Henry Clay Work, suonata nel saloon di McComb

## Distribuzione
Il film fu distribuito con il titolo Silver River negli Stati Uniti il 29 maggio 1948 (première a Denver il 18 maggio 1948) dalla Warner Bros.
Altre distribuzioni:
- in Svezia il 16 agosto 1948
- in Messico il 19 novembre 1948
- in Finlandia il 10 dicembre 1948 (Hopeavirta)
- in Danimarca il 26 dicembre 1948 (Sølvfloden)
- in Portogallo il 16 aprile 1949 (Rio da Prata)
- in Francia il 22 febbraio 1950 (La rivière d'argent)
- in Spagna l'8 aprile 1950 (Río de plata)
- in Giappone il 2 settembre 1950
- in Germania Ovest il 19 ottobre 1951 (Der Herr der Silberminen)
- in Austria il 5 febbraio 1952 (Herr der Silberminen)
- in Belgio (La rivière d'argent e De ren naar het zilver)
- in Grecia (Anef diatagon)
- in Messico (Sangre y plata)
- in Brasile (Sangue e Prata)
- in Polonia (Srebrna Rzeka)
- in Jugoslavia (Srebrna reka)
- in Italia (Sul fiume d'argento)

## Critica
Secondo il Morandini è un "film a tinte forti, senza ambizioni artistiche ma che, spettacolarmente, raggiunge una sua magniloquente suggestione". Morandini segnala inoltre l'interpretazione di Flynn, che risulterebbe "efficace in un ruolo per lui insolito".